# Déclaration d'indépendance du Bas-Canada

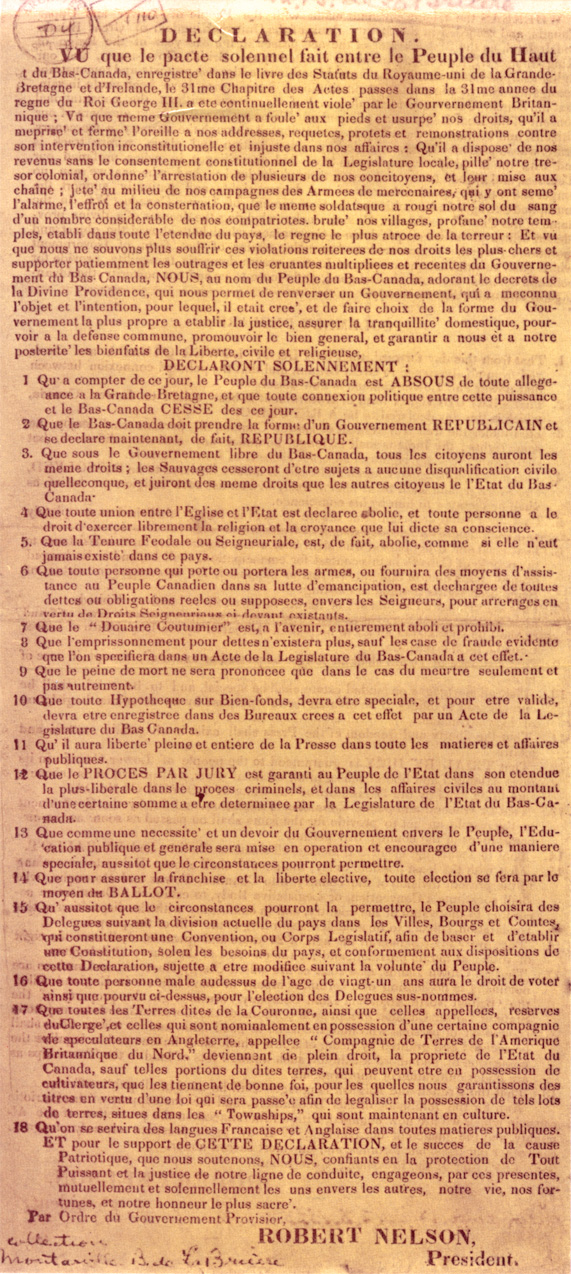
Déclaration d'indépendance proclamant la République du Bas-Canada en février 1838

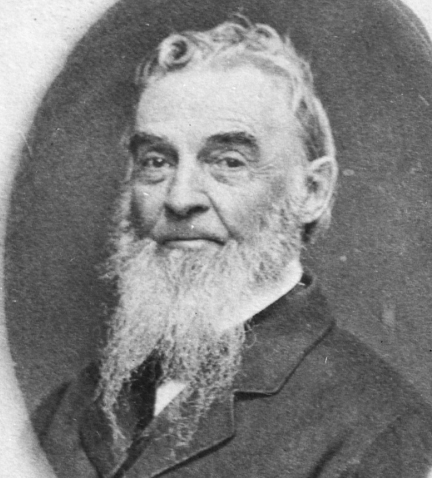
Robert Nelson, président de la République proclamée par la Déclaration d'indépendance du Bas-Canada de 1838. Artiste inconnu

La Déclaration d'indépendance du Bas-Canada est écrite en février 1838 par Robert Nelson et ses partisans, quelques mois après l'insurrection bas-canadienne de 1837, dont les membres sont alors réfugiés aux États-Unis, d'où ils organiseront les deux invasions de 1838. La proclamation a lieu le 28 février 1838 par Robert Nelson dans le Vermont, au nord d'Alburgh.
La déclaration d'indépendance est principalement inspirée de la Déclaration d'indépendance des États-Unis d'Amérique de 1776 et de la Déclaration des droits de l'homme et du citoyen de 1789, mais contient aussi d'autres idées politiques progressistes en vogue au milieu du XIXe siècle.
Le mouvement d'indépendance du Bas-Canada (aujourd'hui le Québec) échoua dans sa tentative de créer un État-nation: la République du Bas-Canada. En 1840, le Bas-Canada fut annexé de force à la province du Haut-Canada pour en faire une seule : le Canada-Uni. Cette déclaration est considérée comme « oubliée ».

## Préambule
La Déclaration d'indépendance du Bas-Canada de 1838 est divisée en dix-huit articles numérotés qui mentionnent les droits réclamés par le Mouvement des Patriotes. La déclaration est écrite sous la forme d’une charte et présente sensiblement les mêmes droits qui étaient évoqués dans la Déclaration d’indépendance des États-Unis de 1776. Les articles de la Déclaration regroupent trois aspects différents, soit l’aspect politique, économique et juridique. Les articles 1, 2, 13, 14, 15 et 16 touchent le volet politique, car ils évoquent le type de gouvernement désiré, la fidélité politique à la Grande-Bretagne, le système électoral et le droit de vote. Les articles 3, 4, 5, 9, 11, 12, 17 et 18 font référence à l’aspect juridique, puisqu’ils mentionnent les droits et libertés dont les habitants du Bas-Canada sont privés depuis la présence du gouvernement britannique au sein de la colonie. Quant aux articles 6, 7, 8 et 10, ils font partie du secteur économique, parce qu’ils soulignent l’absolution des dettes des paysans envers leur seigneur et l’État, ainsi que le problème des hypothèques.  Avant l’énumération des droits réclamés, la Déclaration illustre toutes les violations que le gouvernement britannique a commises à l’égard du peuple du Bas-Canada, ainsi que les moyens qui seront entrepris afin d’obtenir leurs revendications,,,,,.

### Premier article
1. « Que de ce jour et à l'avenir, le peuple du Bas-Canada est libre de toute allégeance à la Grande-Bretagne, et que le lien politique entre ce pouvoir et le Bas-Canada, est maintenant rompu. »
Parmi les articles de la Déclaration d’indépendance où il est question du volet politique, le premier article est le point principal de la Déclaration de l’indépendance. Robert Nelson exprime ici que le Bas-Canada devient désormais un État souverain et n’est plus considéré comme une colonie britannique. Les décisions politiques suivant cette vision de Nelson seraient assumées par les députés du Bas-Canada et leur parlement sera totalement indépendant du gouvernement britannique,,.

### Deuxième article
2. « Qu'une forme républicaine de gouvernement est celle qui convient le mieux au Bas-Canada, qui est ce jour déclaré être une république. »
L'article 2 de la Déclaration illustre le souhait des bas-canadiens d’obtenir une république, comme celle mise en place aux États-Unis. Une république est un système politique où le chef d’État est un président élu, nommé et désigné pour gouverner démocratiquement un pays qui s’oppose à la monarchie. En effet, la monarchie constitutionnelle, qui est en place dans le pays et provenant de la Grande-Bretagne, ne convient pas aux députés et au peuple du Bas-Canada. Ils veulent leur propre système politique qui correspond le plus fidèlement à leurs valeurs et à leur culture, ainsi qu'une autonomie et une liberté totale,.

### Troisième article
3. « Que sous le gouvernement libre du Bas-Canada, tous les individus jouiront des mêmes droits : les sauvages ne seront plus soumis à aucune disqualification civile, mais jouiront des mêmes droits que tous les autres citoyens du Bas-Canada. »
L'article 3 concerne principalement l’égalité entre les individus. Lorsqu’il est mention des sauvages, Robert Nelson fait référence aux Autochtones du Québec. En effet, lorsqu’il s’est exilé aux États-Unis, il constate que les Autochtones sont opprimés et asservis par les autorités des États-Unis. Ils ont établi une alliance avec les Britanniques dans la traite des fourrures afin d’avoir des biens et une protection militaire. Ainsi, pour obtenir l’appui des Autochtones du Québec, dont les Iroquois habitant près des frontières américaines, comme Kahnawake et Kanesatake, Nelson propose que les Autochtones bénéficieraient des mêmes droits que les habitants du Bas-Canada,.

### Sixième article
6. « Que toute personne qui prendra les armes ou qui donnera autrement de l'aide au Canada, dans sa lutte pour l'émancipation, sera et est déchargée de toutes dettes ou obligations réelles ou supposées résultant d'arrérages des droits seigneuriaux ci-devant en existence. »
Le sixième article de la Déclaration porte sur un aspect économique important pour la tournure de la révolte patriote. Le mot « arrérages » est utilisé pour signifier la somme d’argent échue déboursée par les paysans à l'endroit des seigneurs qui possèdent les terres. Ainsi, Robert Nelson promet que les citoyens qui participent à la révolte patriote par les armes, ou de manière politique, seront dédommagés des frais qui devront être alloués à leur seigneur pour leur absence, puisque le système seigneurial est aboli selon l'article 5 de la Déclaration,,.

## Extrait
« [...] vu que nous ne pouvons plus souffrir ces violations réitérées de nos droits les plus chers et supporter patiemment les outrages et les cruautés multipliées et récentes du Gouvernement du Bas-Canada,
NOUS, au nom du Peuple du Bas-Canada, adorant les décrets de la Divine Providence, qui nous permet de renverser un Gouvernement, qui a méconnu l'objet et l'intention, pour lequel, il était créé, et de faire le choix de la forme du Gouvernement la plus propre à établir la justice, assurer la tranquillité domestique, pourvoir à la défense commune, promouvoir le bien général, et garantir à nous et à notre postérité les bienfaits de la Liberté, civile et religieuse,
DÉCLARONS SOLENNELLEMENT :
1. Qu'à compter de ce jour, le Peuple du Bas-Canada est ABSOUS de toute allégeance à la Grande-Bretagne, et que toute connexion politique entre cette puissance et le Bas-Canada CESSE dès ce jour.
2. Que le Bas-Canada doit prendre la forme d'un Gouvernement RÉPUBLICAIN et se déclare maintenant, de fait, RÉPUBLIQUE.
3. Que sous le Gouvernement libre du Bas-Canada, tous les citoyens auront les mêmes droits : les Sauvages cesseront d'être sujets à aucune disqualification civile quelconque, et jouiront des mêmes droits que les autres citoyens de l'État du Bas-Canada
4. Que toute union entre l'Église et l'État est par la présente déclarée être dissoute, et toute personne aura le droit d'exercer librement telle religion ou croyance qui lui sera dictée par sa conscience[11].

[...] »